# Zblovice
Zblovice település Csehországban, a Znojmói járásban. Zblovice Dešov, Bítov és Vysočany településekkel határos. Lakosainak száma 40 fő (2024. január 1.).

## Népesség
A település lakosságának változását az alábbi diagram mutatja:
| Lakosok száma | 166  | 187  | 175  | 116  | 90   | 54   | 43   | 44   | 44   | 40   |
|               | 1869 | 1890 | 1921 | 1950 | 1980 | 2001 | 2017 | 2019 | 2022 | 2024 |